# Église de Vetokannas
L'église de Vetokannas (finnois : Vetokannaksen kirkko) est une église située dans le quartier Vetokannas de Vaasa en Finlande,,,.

## Description
Les extrémités triangulaires de la charpente du toit s'étendent jusqu'au sol.
Le chœur se sépare de la sacristie à l'opposé de l'aile dans laquelle se trouvent des logements et un gymnase.
L'église couvre une superficie de 305 mètres carrés et peut accueillir 160 personnes. L'orgue à 10 jeux de l'église a été fabriqué par Hans Heinrich en 1969, l'autel est surmonté d'une croix.